# Remote Control Productions
Remote Control Productions ist ein US-amerikanisches Unternehmen, das Filmmusik komponiert und produziert. Es wurde 1989 von Hans Zimmer und Jay Rifkin als Media Ventures gegründet und später nach einem Rechtsstreit zwischen beiden in Remote Control Productions umbenannt.
Remote Control Productions hat Filme wie Hancock, Batman Begins, Iron Man, Gladiator, The Dark Knight, Kung Fu Panda und Inception vertont. Regelmäßige Zusammenarbeit gibt es mit Komponisten wie James Newton Howard, Klaus Badelt oder Steve Jablonsky.

## Komponisten
Folgende Komponisten haben bereits mit Remote Control Productions zusammengearbeitet oder arbeiten zusammen:
- Ryeland Allison
- Max Aruj
- Klaus Badelt
- Lorne Balfe
- Stephen Barton
- Tyler Bates
- Thomas J. Bergersen (2011 ausgetreten)
- David Buckley
- Justin Burnette
- Toby Chu
- Daft Punk
- Wolfram de Marco
- Ramin Djawadi
- James Dooley
- Clay Duncan
- Stephanie Economou
- Mike Einziger
- Nima Fakhrara
- Harold Faltermeyer
- Lisa Gerrard
- Tom Gire
- Nick Glennie-Smith
- Harry Gregson-Williams
- Rupert Gregson-Williams
- Gavin Greenaway
- Don L. Harper
- Richard Harvey
- Pete Haycock
- Tom Holkenborg
- Tom Howe
- James Newton Howard
- Steve Jablonsky
- Henry Jackman
- Bart Hendrickson
- Bryce Jacobs
- Andrew Kawczynski
- Alastair King
- James S. Levine
- Michael A. Levine
- Dominic Lewis
- Henning Lohner
- Mark Mancina
- Matthew Margeson
- Johnny Marr
- Steve Mazzaro
- Michael John Mollo
- Trevor Morris
- Blake Neely
- Julian Nott
- Atli Örvarsson
- Heitor Pereira
- Nick Phoenix (2011 ausgetreten)
- John Powell
- Trevor Rabin
- Guillaume Roussel
- Pieter A. Schlosser
- Batu Sener
- Marc Streitenfeld
- Hangi Tavakoli
- Martin Tillman
- Stuart Michael Thomas
- Steffen Thum
- Pinar Toprak
- John Van Tongeren
- Brian Tyler
- Benjamin Wallfisch
- Matthias Weber
- James Weiss
- Mel Wesson
- Nathan Whitehead
- Anthony B. Willis
- Christopher Willis
- Robb Williamson
- Geoff Zanelli